# Monster (스테픈울프의 음반)
| 전문가 평가       | 전문가 평가   |
| 평가 점수         | 평가 점수     |
| 출처              | 점수          |
| ----------------- | ------------- |
| AllMusic          | [ 1 ]         |
| Rolling Stone     | (unfavorable) |
| The Village Voice | B+            |

《Monster》는 캐나다와 미국의 록 밴드 스테픈울프의 네 번째 스튜디오 음반이다. 이 음반은 1969년 11월 ABC 레코드에 의해 발매되었다. 이 음반은 마이클 모나크 대신 새로운 리드 기타리스트 래리 바이롬과 함께한 그들의 첫 음반이었다. 이 음반은 스테픈울프의 가장 정치적인 음반이었고, 베트남 전쟁과 같은 당시의 중요한 이슈들을 언급했다.
이 음반은 비록 음반의 두 싱글인 〈Move Over〉와 〈Monster〉가 40위권에 진입했지만, 미국 톱 10 히트곡이 없는 첫 번째 스테픈울프 음반이었다.

## 반응
《Monster》에 대한 평가는 대체로 부정적이었다. 《롤링 스톤》은 개별 연주자들의 연주는 "최고"이지만, "초기 프랭크 자파 가사가 음악과 지속적으로 충돌하면서 그들의 편곡이 엉성하고 조잡해졌다"고 평했다.
올뮤직은 회고적인 리뷰에서 "이렇게 무거운 하드 록 곡들은 정치적으로나 음악적으로 중요한 정치적 주제를 다루는 효과적인 수단이 아니었다"고 언급하며 음반을 뒤집었다.
반면, 《빌리지 보이스》 비평가 로버트 크리스트가우는 이 음반에 찬사를 보냈다. 크리스트가우는 이 음반에 B+ 등급을 매겼고 설교적인 가사가 최종 결과를 다소 망쳤다고 생각했지만 "훌륭한 컴백"이라고 말했다.
《레코드 월드》는 타이틀곡을 "그룹이 더 잘 들리지 않는" "록킹 스매시"라고 불렀다. 《레코드 월드》는 싱글 〈Move Over〉에 대해 "스테픈울프가 최고의 가방으로 돌아왔다"라고 말했다.

## 곡 목록
| #  | 제목                        | 작사·작곡                                                                            | 재생 시간 |
| -- | --------------------------- | ------------------------------------------------------------------------------------ | --------- |
| 1. | 〈Monster/Suicide/America〉 | 존 케이, 제리 에드먼턴/케이, 닉 세인트니컬러스, 래리 바이롬, 에드먼턴/케이, 에드먼턴 | 9:15      |
| 2. | 〈Draft Resister〉          | 케이, 골디 맥존, 바이롬                                                              | 3:20      |
| 3. | 〈Power Play〉              | 케이                                                                                 | 5:26      |

| #  | 제목                                         | 작사·작곡                        | 재생 시간 |
| -- | -------------------------------------------- | -------------------------------- | --------- |
| 4. | 〈Move Over〉                                | 케이, 가브리엘 메클러            | 2:53      |
| 5. | 〈Fag〉                                      | 바이롬, 에드먼턴, 세인트니컬러스 | 3:13      |
| 6. | 〈What Would You Do (If I Did That to You)〉 | 레노 프랑켄, 놀런 포터           | 3:19      |
| 7. | 〈From Here to There Eventually〉            | 케이, 맥존, 에드먼턴             | 5:27      |